# Durex, o adesista
Durex, o adesista é um personagem de Luis Fernando Verissimo. É uma das cobras, tira diária produzida pelo autor para alguns jornais brasileiros até 1999.
Durex é uma caricatura do indivíduo oportunista, sempre a favor do governo que está no poder ou do partido que está com vantagem nas eleições.